# Afterlife (Blackthorne)
Afterlife è il primo album dei Blackthorne, uscito nel 1993 per l'Etichetta discografica Music for Nations.

## Tracce
1. Cradle To The Grave (Bob Kulick, Waldo, Bonnet) 4:41
2. Afterlife (Bonnet, Waldo, Bob Kulick, Rosen) 5:24
3. We Won't Be Forgotten (Bob Kulick, Bruce Kulick, Taylor) 6:00
4. Breaking The Chains (Bob Kulick, D.St.James, Benner, Burgi) 4:53
5. Over And Over (Bob Kulick, Bruce Kulick, Plunkett) 4:48
6. Hard Feelings (Bob Kulick, Marc Ferrari) 4:44
7. Baby You're The Blood (BobKulick, Waldo, Plunkett) 3:24
8. Sex Crime (Bonnet, Bob Kulick, Waldo, Plunkett) 4:55
9. Love From The Ashes (Bonnet, Waldo, Bob Kulick, Rosen) 4:38
10. All Night Long (Glover, Blackmore) 5:04 (Cover dei Rainbow)

## Formazione
- Graham Bonnet - voce
- Bob Kulick - chitarra, cori
- Jimmy Waldo - tastiere, cori
- Chuck Wright - basso, cori
- Frankie Banali - batteria, percussioni

### Altri musicisti
- Bruce Kulick - chitarra addizionale nella traccia 5
- Steve Plunkett - cori
- Stella Stevens - cori
- Astrid Young - cori
- Paul Rodriguez - cori